# Maszt radiolinii w Konstantynowie
Maszt radiolinii w Konstantynowie – maszt o wysokości 76 metrów, zbudowany w 1974 w Konstantynowie. 
Służył on do dosyłu programu ze studia centralnego Programu I Polskiego Radia do radiostacji. Zapewniał również służbową łączność telefoniczną radiostacji z Warszawą. Przesył sygnału zapewniała aparatura japońskiej firmy NEC. Antena paraboliczna o średnicy 3 metrów jest skierowana na SLR Wiejca koło Kampinosu; stamtąd sygnał dosyłano do/z warszawskiego PKiN, gdzie na tarasie antenowym znajdowała się podobna antena, skierowana na SLR Wiejce. Antena z PKiN została zdemontowana w 2004 roku.  SLR Wiejca koło Kampinosu służyła za stację wzmacniającą, bowiem przesłanie sygnału radiolinią na jednym odcinku ponad 80 km nie było możliwe.
Od kwietnia 1998 roku maszt radiolinii w Konstantynowie nie pełnił żadnej roli technicznej, z powodu wyłączenia łącza radiolinii. Jako że był on najwyższą konstrukcją w okolicy, posiadał oświetlenie przeszkodowe włączane co wieczór przez ochronę obiektu.
W dniu 30 września 2021 maszt radiolinii został zlikwidowany.